# SMS Von der Tann
SMS Von der Tann là chiếc tàu chiến-tuần dương đầu tiên được Hải quân Đế quốc Đức chế tạo, cũng là chiếc tàu chiến chủ lực đầu tiên của Đức vận hành bằng turbine hơi nước. Vào lúc được chế tạo, Von der Tann là chiếc tàu chiến kiểu dreadnought nhanh nhất, có khả năng đạt tốc độ trên 27 kn (50 km/h). Được chế tạo bởi hãng đóng tàu Blohm & Voss tại Hamburg, với tên được đặt theo Ludwig von der Tann, Von der Tann chính là "con ngựa thồ" của Hải đội Tuần tiễu thuộc Hạm đội Biển khơi Đức.
Von der Tann được thiết nhằm đối phó lại lớp tàu chiến-tuần dương Invincible của Anh. Trong khi thiết kế của Đức mang một cỡ pháo hơi nhỏ hơn, chỉ 28 cm (11 in) so với cỡ 30,5 cm (12,0 in) của loại hải pháo BL 12 inch Mk X trên các con tàu Anh, Von der Tann lại nhanh hơn và có vỏ giáp mạnh hơn đáng kể. Von der Tann đã đặt ra một tiền lệ cho các tàu chiến-tuần dương Đức, mang một vỏ giáp mạnh hơn các đối thủ Anh, cho dù phải đánh đổi với cỡ pháo nhỏ hơn.
Con tàu đã tham gia một số hoạt động của hạm đội trong Chiến tranh Thế giới thứ nhất, bao gồm trận Jutland, nơi nó đã tiêu diệt chiếc tàu chiến-tuần dương Anh HMS Indefatigable chỉ trong vòng vài phút giao chiến. Von der Tann cũng bị bắn trúng nhiều quả đạn pháo hạng nặng, nhưng những hư hỏng này được nhanh chóng sửa chữa và con tàu quay trở lại hoạt động cùng hạm đội sau hai tháng.
Khi chiến tranh kết thúc vào năm 1918, giống như phần lớn tàu chiến của Hạm đội Biển khơi, Von der Tann bị lưu giữ tại Scapa Flow trong khi các cuộc đàm phán hòa bình diễn ra nhằm quyết định số phận của chúng. Hầu hết hạm đội đã bị đánh đắm vào ngày 21 tháng 6 năm 1919 nhằm ngăn chúng không bị rơi vào tay người Anh. Xác tàu đắm của Von der Tann được cho nổi trở lại vào năm 1930, và được tháo dỡ tại Rosyth từ năm 1931 đến năm 1934.

## Bối cảnh
Thiết kế lớp tàu tuần dương lớn dẫn trước của Đức, chiếc Blücher, là một sự gia tăng kích cỡ ấn tượng so với những tàu tuần dương bọc thép trước đó. Blücher được trang bị mười hai khẩu pháo 21 cm (8,3 in) và được thiết kế để đối phó với những gì mà người Đức biết được về lớp tàu chiến-tuần dương Invincible, vốn dự đoán là một phiên bản mở rộng và lặp lại kiểu tàu tuần dương bọc thép căn bản. Khi đã có đủ thông tin về những chiếc tàu tuần dương mới của Anh, rõ ràng chúng không chỉ đơn giản là mở rộng trên những thiết kế trước đó, mà là một kiểu tàu chiến hoàn toàn mới, tàu chiến-tuần dương, mà Blücher yếu kém hơn toàn diện. Tuy nhiên, họ không có đủ kinh phí để thay đổi thiết kế của Blücher, nên chiếc tàu tuần dương dành cho tài khóa 1907 sẽ có một thiết kế hoàn toàn mới.
Việc thiết kế Von der Tann được bắt đầu vào tháng 8 năm 1906, dưới cái tên tạm thời "tàu tuần dương F", cho dù còn có sự bất đồng về vai trò dự định của con tàu mới. Đô đốc Alfred von Tirpitz chủ trương một con tàu tương tự như những tàu chiến-tuần dương mới thuộc lớp Invincible của Anh: pháo hạng nặng, vỏ giáp nhẹ và tốc độ cao với ý định sử dụng trong vai trò tàu trinh sát cho hạm đội cũng như để tiêu diệt tàu tuần dương của hạm đội đối phương. Tirpitz không có ý định sử dụng con tàu trong hàng chiến trận chính. Tuy nhiên, Kaiser Wilhelm II cùng với đa số sĩ quan của Văn phòng Hải quân Đế chế (Reichsmarineamt), có xu hướng muốn đưa con tàu vào hàng chiến trận sau khi bắt gặp đối phương, vốn yêu cầu một vỏ giáp mạnh hơn đáng kể. Việc nhấn mạnh đến khả năng tác chiến trong hàng chiến trận là hậu quả của tình trạng thua sút của Hạm đội Biển khơi Đức về số lượng so với Hải quân Hoàng gia Anh.
Nhiều đề nghị thiết kế được đệ trình, tất cả đều trang bị pháo hạng nặng với cỡ nòng từ 30,5 cm (12,0 in) đến 34,3 cm (13,5 in). Tuy nhiên, những giới hạn về tài chính đã buộc phải sử dụng cỡ pháo nhỏ ít tốn kém hơn. Thiết kế sau cùng sử dụng cỡ pháo 28 cm (11 in) trên những tháp pháo nòng đôi giống như được trang bị cho hai chiếc thiết giáp hạm sau cùng của lớp thiết giáp hạm Nassau, loại tháp pháo kiểu LC/1907 nâng bằng thủy lực thay vì kiểu Drh LC/1906 nâng bằng điện. Bù lại, thiết kế phân bố một dàn pháo hạng hai tương đối mạnh mẽ.
Trong một hội nghị vào tháng 9 năm 1906, nhiều bất đồng chung quanh thiết kế của con tàu được giải quyết. Giám đốc Chế tạo Hải quân von Eickstedt tranh luận rằng do các cuộc thử nghiệm nổ cho các hệ thống bảo vệ được đề nghị cho chiếc tàu chiến-tuần dương mới chưa được hoàn tất, việc chế tạo phải được hoãn lại hầu có thể áp dụng mọi thay đổi cho thiết kế nếu cần. Ông cũng tranh luận rằng đạn pháo cỡ 21 cm (8,3 in) hoặc 24 cm (9,4 in) là đủ để xuyên thủng vỏ giáp những chiếc tàu chiến-tuần dương mới của Anh. Tuy nhiên, Đô đốc von Heeringen của Bộ tham mưu hải quân cho rằng, để con tàu có thể đối đầu với thiết giáp hạm đối phương, cỡ pháo 28 cm (11 in) là thực sự cần thiết.
Đô đốc Capelle, Phó giám đốc Vũ khí Hải quân, cho biết phải đến giữa tháng 11 năm 190, việc thử nghiệm thiết kế hệ thống bảo vệ dưới nước mới hoàn tất. Ông đề nghị nếu vách ngăn chống ngư lôi cần được gia cường thêm, con tàu có thể quá nặng cho cỡ pháo 28 cm (11 in) nếu như trọng lượng choán nước khoảng 19.000 t (19.000 tấn Anh; 21.000 tấn Mỹ) được duy trì. Đô đốc Tirpitz từ chối xem xét một cỡ pháo chính nhỏ hơn, ngay cả khi cần phải gia tăng tải trọng con tàu. Von Eickstedt đề nghị trang bị cỡ pháo hạng hai 17 cm (6,7 in) thay vì 15 cm (5,9 in) như thiết kế, nhưng trọng lượng nặng thêm khiến không thể trang bị đủ tám khẩu pháo chính.
Vào ngày 22 tháng 6 năm 1907, Kaiser thông qua việc chế tạo "tàu tuần dương F", được đặt tên Von der Tann, theo tên của Ludwig Freiherr von und zu der Tann-Rathsamhausen, vị tướng người Bavaria từng chiến đấu trong cuộc Chiến tranh Pháp-Phổ năm 1870. Hợp đồng chế tạo được trao cho xưởng tàu của hãng Blohm & Voss ở Hamburg vào ngày 26 tháng 9 năm 1907. Nó được đặt lườn vào ngày 21 tháng 3 năm 1908, và con tàu được hạ thủy đúng một năm sau đó vào ngày 20 tháng 3 năm 1909. Nó có tổng chi phí 36.523.000 Mác vàng Đức.

## Thiết kế

### Vũ khí

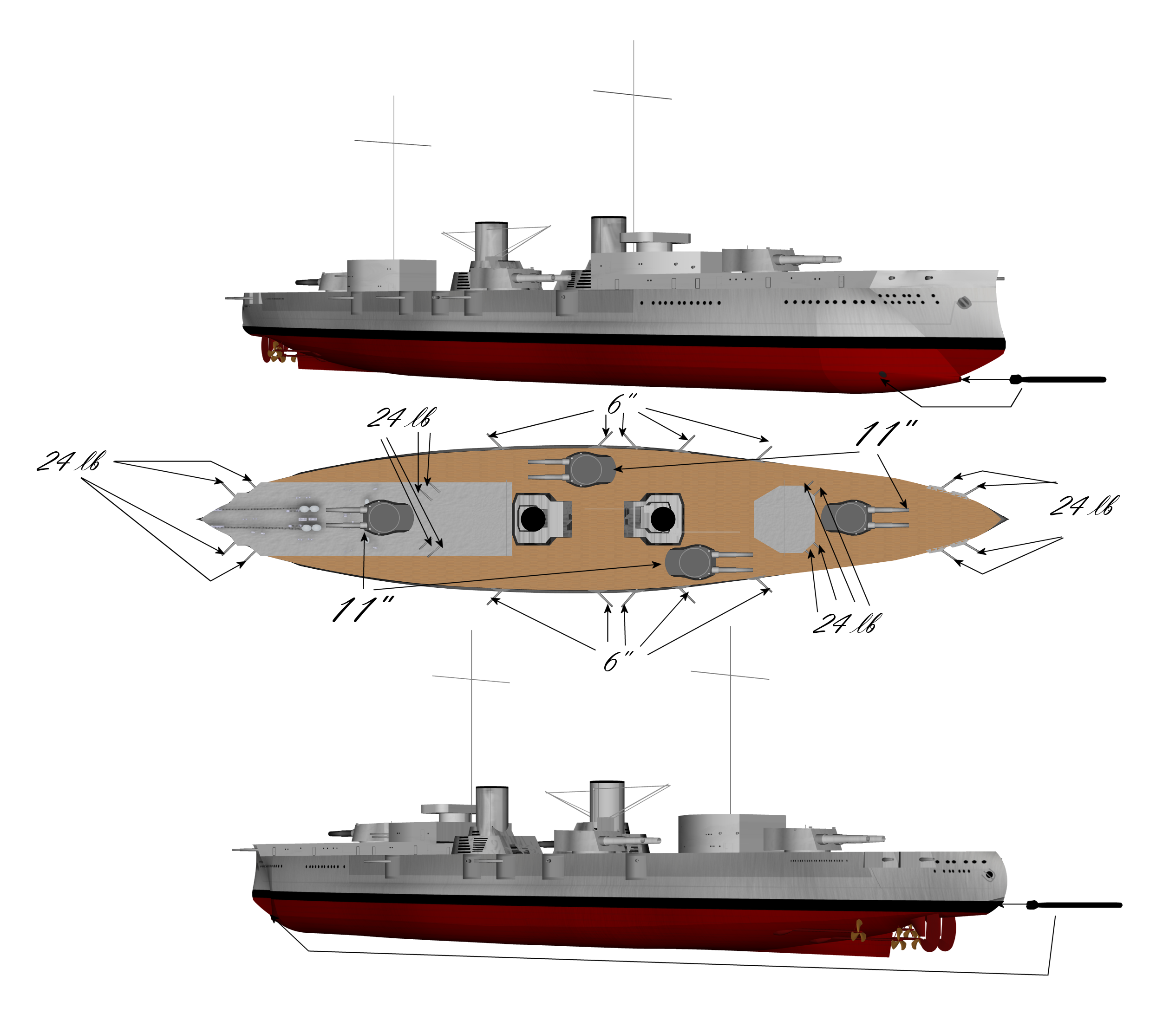
Hình ảnh dựng ba chiều của Von der Tann

Von der Tann mang tám khẩu pháo SK 28 cm (11 in) L/45 đặt trên bốn tháp pháo nòng đôi, gồm một phía trước, một phía sau và hai tháp pháo đặt so le qua mạn. Các khẩu pháo được đặt trên bệ kiểu Drh.L C/1907, vốn được xoay bằng điện, nhưng bản thân các khẩu pháo được nâng bằng thủy lực. Nòng pháo có thể nâng cho đến góc 20°, cho phép có được tầm bắn tối đa 18.900 m (20.700 yd). Một đợt tái trang bị vào năm 1915 đã gia tăng tầm bắn tối đa lên 20.400 m (22.300 yd). Kiểu pháo này bắn ra đạn pháo xuyên thép nặng 302 kg (666 lb) với lưu tốc đầu đạn 875 m/s (2.870 ft/s) bằng liều thuốc phóng chính đặt trong vỏ bằng đồng. Có tổng cộng 660 quả đạn được chứa trong bốn phòng đạn pháo cho bốn tháp pháo, mỗi phòng có 165 quả. Hai tháp pháo giữa tàu được đặt so le cho phép tất cả bốn tháp pháo đều có thể bắn qua mạn với một góc rất rộng.
Không giống như những đối thủ Anh đương thời, Von der Tann còn mang một dàn pháo hạng hai mạnh bao gồm mười khẩu pháo SK 15 cm (5,9 in) L/45 đặt trên các bệ MPL C/06 bố trí trong các tháp pháo ụ, mỗi khẩu được cung cấp 150 quả đạn công phá và đạn xuyên thép. Vào lúc chế tạo, các khẩu pháo này có thể bắn đạn pháo nặng 45,3 kg (100 lb) đến mục tiêu ở khoảng cách 13.500 m (14.800 yd); và sau đợt tái trang bị năm 1915, tầm xa được nâng lên 16.800 m (18.400 yd). Nó cũng được trang bị mười sáu khẩu pháo SK 8,8 cm (3,5 in) L/45 nhằm tự vệ chống lại các tàu phóng lôi và tàu khu trục. Các khẩu pháo này cũng được bố trí trên các bệ kiểu MPL C/01-06, được cung cấp tổng cộng 3.200 quả đạn pháo; chúng bắn ra đạn pháo nặng 9 kg (20 lb) với tốc độ 15 phát mỗi phút và tầm xa cho đến 10.694 m (11.695 yd), khá xa đối với một loại vũ khí có cỡ nòng nhỏ. Đến cuối năm 1916, trong khi sửa chữa những hư hại phải chịu đựng trong trận Jutland, các khẩu pháo 8,8 cm của Von der Tann được tháo dỡ, các cửa ụ pháo được hàn kín, đồng thời hai khẩu 8,8 cm phòng không được bổ sung phía sau cấu trúc thượng tầng.
Giống như những tàu chiến chủ lực vào thời đó, Von der Tann còn được trang bị bốn ống phóng ngư lôi 45 cm (18 in) với tổng cộng 11 quả ngư lôi. Chúng được bố trí trước mũi, sau đuôi và hai bên mạn tàu. Kiểu ngư lôi này mang đầu đạn nặng 110 kg (240 lb), và có tầm bắn hiệu quả 2 km (1,1 nmi) khi cài ở tốc độ 32 kn (59 km/h), nhưng bị giảm còn 1,5 km (0,81 nmi) nếu phóng ở tốc độ 36 kn (67 km/h).

### Vỏ giáp

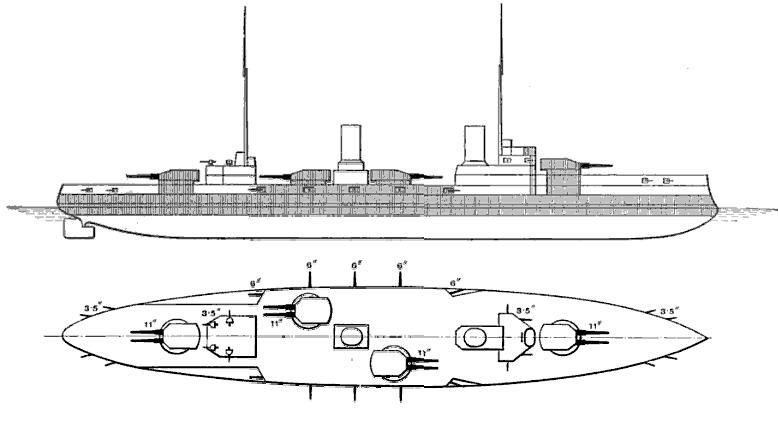
Sơ đồ của Von der Tann như được mô tả trong Niên giám Hải quân Brassey 1913; các vùng xám được bảo vệ bởi vỏ giáp.

Vì Von der Tann được thiết kế để chiến đấu bên trong hàng chiến trận, vỏ giáp của nó dày hơn nhiều so với các tàu chiến-tuần dương Anh. Von der Tann nặng hơn 2.000 t (2.000 tấn Anh; 2.200 tấn Mỹ) so với lớp tàu chiến-tuần dương Indefatigable, và sử dụng 10% nhiều hơn trọng lượng của nó dành cho vỏ giáp so với những tàu chiến-tuần dương mà nó đối đầu trong trận Jutland.
Vỏ giáp của Von der Tann cấu trúc bằng giáp thép Krupp. Đai giáp chính dày 80–120 mm (3,1–4,7 in) ở phía trước, dày đến 250 mm (9,8 in) ngang với phần thành trì và 100 mm (3,9 in) phía đuôi. Tháp chỉ huy phía trước được bảo vệ bởi lớp giáp dày 250 mm (9,8 in) trong khi tháp chỉ huy phía sau chỉ dày 200 mm (7,9 in). Bốn tháp pháo chính có mặt trước dày 230 mm (9,1 in), mặt hông dày 180 mm (7,1 in) và nóc dày 90 mm (3,5 in). Lớp giáp ngang của sàn tàu dày 25 mm (0,98 in) trong khi phần nghiêng dày 50 mm (2,0 in). Giống như chiếc tàu tuần dương bọc thép Blücher dẫn trước, nó được bảo vệ bởi một vách ngăn chống ngư lôi dày 25 mm (0,98 in), được bố trí cách 4 m (13 ft) về phía sau vỏ lườn tàu bên ngoài; khoảng trống ở giữa được dùng để chứa than.

### Hệ thống động lực
Von der Tann được cung cấp động lực bởi 18 nồi hơi đốt than hải quân kép, được phân thành năm phòng nồi hơi. Hơi nước được cung cấp với áp lực 235 psi (16,0 atm). Von der Tann là chiếc tàu chiến lớn đầu tiên của Đức sử dụng động cơ turbine hơi nước; nó dùng hai bộ turbine: turbine áp lực cao dẫn động các trục phía ngoài trong khi các turbine áp lực thấp dẫn động hai trục giữa, mỗi trục có một chân vịt đường kính 3,6 m (12 ft). Hệ thống động lực của con tàu được thiết kế để cung cấp một công suất 42.000 shp (31.000 kW) để đạt được tốc độ tối đa 24,8 kn (45,9 km/h). Tuy nhiên, giống như mọi tàu chiến-tuần dương Đức sau này, con tàu có thể chạy nhanh hơn đáng kể. Trong các cuộc chạy thử mạ̣y ngoài biển, các động cơ đã đạt công suất 79.802 shp (59.508 kW) ở tốc độ tối đa 27,757 kn (51,406 km/h). Trong một chuyến đi từ Tenerife quay trở về Đức, tốc độ trung bình của nó là 27 kn (50 km/h) và đạt đến tốc độ tối đa 28 kn (52 km/h). Vào lúc hạ thủy, nó là chiếc tàu chiến dreadnought nhanh nhất. Con tàu có hai bánh lái song song, được kiểm soát bằng các động cơ hơi nước. Hệ thống phát điện của Von der Tann bao gồm sáu máy phát turbine hơi nước cung cấp một công suất tổng cộng 1.200 kW (1.600 hp).
Giống như nhiều tàu chến chủ lực Đức khác, Von der Tann gặp phải những vấn đề mãn tính đối với chất lượng than kém thường được cung cấp cho các nồi hơi của con tàu. Sau khi kết thúc cuộc bắn phá Scarborough, chỉ huy của Von der Tann, Đại tá Hải quân Max von Hahn, nhận xét rằng "than kém chất lượng và tính năng cháy của nó đã đưa đến khói dày đặc, làm bộc lộ vị trí của chúng ta." Trong trận Jutland, con tàu không thể duy trì tất cả các nồi hơi sau 16 giờ 00 do than kém phẩm chất. Nhiều tàu chiến Đức khác cũng mắc phải khó khăn tương tự trong trận đánh, kể cả Derfflinger và Seydlitz. Sau năm 1916, việc đốt than trong các nồi hơi được tăng cường bằng cách phun hắc ín lên than nhằm để than cháy tốt hơn.

### Các đặc tính khác
Các thùng chống lật Frahm được trang bị trong khi chế tạo, nhưng chúng tỏ ra không hiệu quả, chỉ giảm sự lật nghiêng được 33%. Các sống lườn tàu sau đó được bổ sung để cải thiện độ ổn định, và chỗ trống trước đây dành choc ác thùng chống lật được dùng để chứa thêm nhiên liệu. Con tàu có thể mang thêm 180 t (200 tấn Mỹ) than tại các thùng chống lật. Lườn tàu của Von der Tann bao gồm 15 ngăn kín nước, và một đáy kép kéo dài đến 75% chiều dài con tàu. Nó được biết đến như là con tàu có đặc tính cơ động tốt, bị mất cho đến 60% tốc độ và nghiêng đến 8° khi bẻ hết lái.
Chỗ nghỉ ngơi dành cho thủy thủ đoàn được bố trí theo đó sĩ quan được sắp xếp ở mũi tàu. Cách sắp xếp như thế tỏ ra không thỏa đáng, và không được lặp lại trên các lớp sau. Von der Tann được thiết kế để trang bị cột ăn-ten dạng lồng, nhưng nó được trang bị thay thế bằng các cột ăn-ten tiêu chuẩn. Vào năm 1914, các trạm quan sát được đặt trên các cột để trinh sát điểm rơi của pháo binh. Đến năm 1915, các cuộc thử nghiệm thủy phi cơ được tiến hành trên Von der Tann, và một cần trục được gắn phía đuôi tàu để nâng máy bay lên tàu. Von der Tann nguyên được trang bị lưới chống ngư lôi, nhưng được tháo bỏ vào cuối năm 1916.

## Lịch sử hoạt động

### Trước chiến tranh

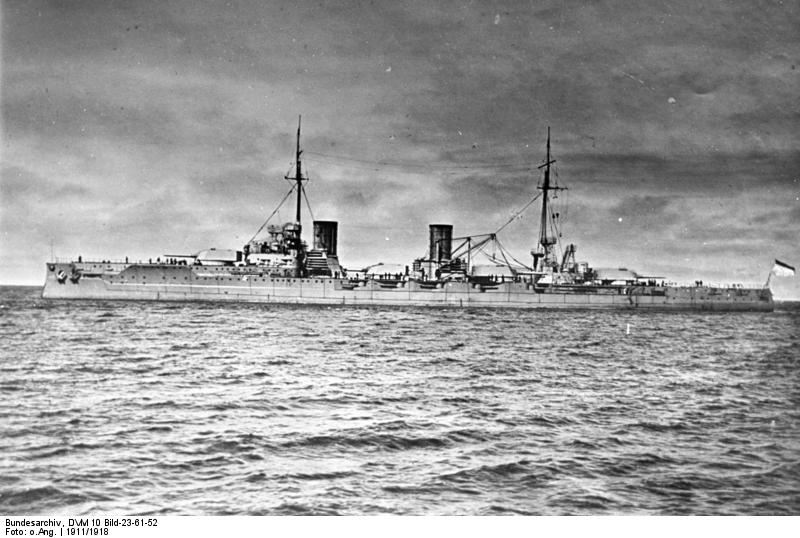
Von der Tann vào năm 1911

Vào tháng 5 năm 1910, Von der Tann khởi hành từ xưởng tàu của hãng Blohm & Voss tại Hamburg cho việc trang bị hoàn thiện tại Xưởng tàu Đế chế ở Kiel. Hải quân Đức thường xuyên bị thiếu hụt nhân sự vào lúc đó, nên người của xưởng tàu phải đưa con tàu đến Kiel. Vào ngày 1 tháng 9 năm 1910, con tàu được nhập biên chế cùng Hải quân Đức, với một thủy thủ đoàn chủ yếu từ chiếc dreadnought Rheinland. Khi chạy thử máy với động cơ ở công suất tối đa, con tàu đạt được một tốc độ trung bình 27 kn (50 km/h) trên hành trình kéo dài sáu giờ với tốc độ tối đa 28,124 kn (52,086 km/h).
Von der Tann thực hiện nhiều chuyến đi đường dài sau khi hoàn tất. Nó từng viếng thăm Rio de Janeiro, Puerto Militar và Bahía Blanca tại Nam Mỹ vào đầu năm 1911, và quay trở về Kiel vào ngày 6 tháng 5 năm 1911. Mục đích chủ yếu của chuyến đi là nhằm lấy được các hợp đồng bán vũ khí từ các quốc gia Nam Mỹ qua việc gây ấn tượng về "một tàu chiến được quảng bá rộng rãi là mạnh nhất và nhanh nhất từng nổi trên mặt nước." Vào ngày 8 tháng 5 năm 1911, Von der Tann gia nhập Đơn vị Tuần tiễu. Đến tháng 6 năm 1911 chiếc tàu chiến-tuần dương tham gia cuộc Duyệt binh Hạm đội tại Spithead nhân lễ đăng quang của vua George V của Anh.

### Chiến tranh Thế giới thứ nhất nổ ra

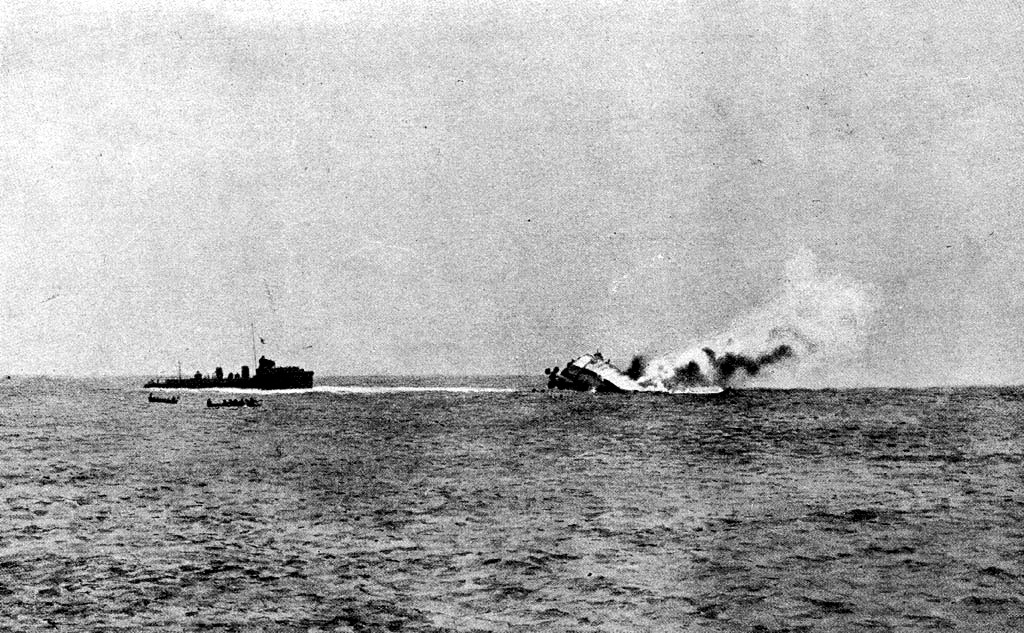
SMS Mainz đang bị đắm, với tàu khu trục Anh HMS Lurcher bên cạnh vớt những người sống sót

Vào lúc Chiến tranh Thế giới thứ nhất nổ ra, Von der Tann phục vụ như là soái hạm của Tư lệnh Lực lượng Tuần tiễu, Chuẩn đô đốc Tapken. Con tàu được phân về Lực lượng Tuần tiễu 1 thuộc Hạm đội Biển khơi Đức dưới quyền chỉ huy của Chuẩn đô đốc Franz von Hipper. Hoạt động chính đầu tiên của Von der Tann trong chiến tranh là khi nó tham gia truy tìm không thành công các tàu chiến-tuần dương Anh sau trận Heligoland Bight vào tháng 8 năm 1914. Trong trận này, Von der Tann được bố trí tại Wilhelmshaven Roads khi được lệnh nâng áp lực hơi nước rất sớm lúc 08 giờ 20 phút để sẵn sàng lên đường hỗ trợ cho các tàu tuần dương Đức đang bị tấn công tại Heligoland Bight. Đến 08 giờ 50 phút, Hipper xin phép Đô đốc Friedrich von Ingenohl, Tổng tư lệnh Hạm đội Biển khơi, để gửi Von der Tann và Moltke đến trợ giúp các tàu tuần dương Đức đang bị vây hãm.
Von der Tann sẵn sàng lên đường lúc 10 giờ 15 phút, một giờ trước khi các tàu chiến-tuần dương Anh đi đến chiến trường. Tuy nhiên, con tàu bị mắc lại do thủy triều thấp, vốn ngăn trở các tàu chiến-tuần dương vượt qua bãi cạn ở cửa sông Jadebusen. Mãi đến 14 giờ 10 phút, Von der Tann và Moltke mới có thể băng qua cồn cát, và Hipper ra lệnh cho các tàu tuần dương rút lui về phía sau hai chiếc tàu chiến hạng nặng, trong khi bản thân Hipper bị tụt lại khoảng một giờ phía sau trên chiếc tàu chiến-tuần dương Seydlitz. Đến 14 giờ 25 phút, các tàu tuần dương hạng nhẹ còn lại Strassburg, Stettin, Frauenlob, Stralsund và Ariadne hội quân với các tàu chiến-tuần dương. Seydlitz đến được chiến trường lúc 15 giờ 10 phút, Ariadne không chịu nổi các hư hại trong chiến đấu và bị đắm. Hipper tiến lên phía trước một cách thận trọng để truy tìm hai tàu tuần dương hạng nhẹ bị mất tích Mainz và Köln. Đến 16 giờ 00, hải đội Đức bắt đầu rút lui về Jade Estuary, đến nơi vào khoảng 20 giờ 23 phút.

### Các cuộc bắn phá bờ biển Anh Quốc
Cuối năm đó Von der Tann đã tham gia cuộc bắn phá Yarmouth vào ngày 2–3 tháng 11. Lúc 16 giờ 30 phút ngày 2 tháng 11, cùng với Seydlitz (soái hạm của Hipper), Moltke, tàu tuần dương bọc thép Blücher cùng bốn tàu tuần dương hạng nhẹ Strassburg, Graudenz, Kolberg và Stralsund rời Jade Estuary hướng sang bờ biển Anh Quốc với ý định rải mìn các tuyến đường biển Anh. Sau đó lúc 18 giờ 00, hai hải đội chiến trận dreadnought của Hạm đội Biển khơi sẽ khởi hành để hỗ trợ từ xa. Lực lượng của Hipper hướng lên phía Bắc theo một vòng cung để tránh Heligoland cùng các tàu ngầm Anh được bố trí tại đây, rồi gia tăng tốc độ lên 18 knot. Khoảng 06 giờ 30 phút sáng hôm sau, các tàu chiến-tuần dương của Hipper trông thấy tàu quét mìn Anh Halcyon và đã khai hỏa, nên thu hút sự chú của tàu khu trục Anh Lively. Hipper nhận ra ông đang bỏ phí thời gian, và việc tiếp tục theo đuổi sẽ đưa các con tàu của mình đến một bãi mìn đã biết trước, nên ông ra lệnh cho các con tàu quay trở ra biển. Khi hải đội quay mũi, các con tàu bắn nhiều loạt đạn pháo nhắm vào Great Yarmouth, nhưng ít có tác dụng. Vào lúc Bộ Hải quân Anh nắm được toàn bộ tình hình, lực lượng Đức đã quay trở về vùng biển của mình.

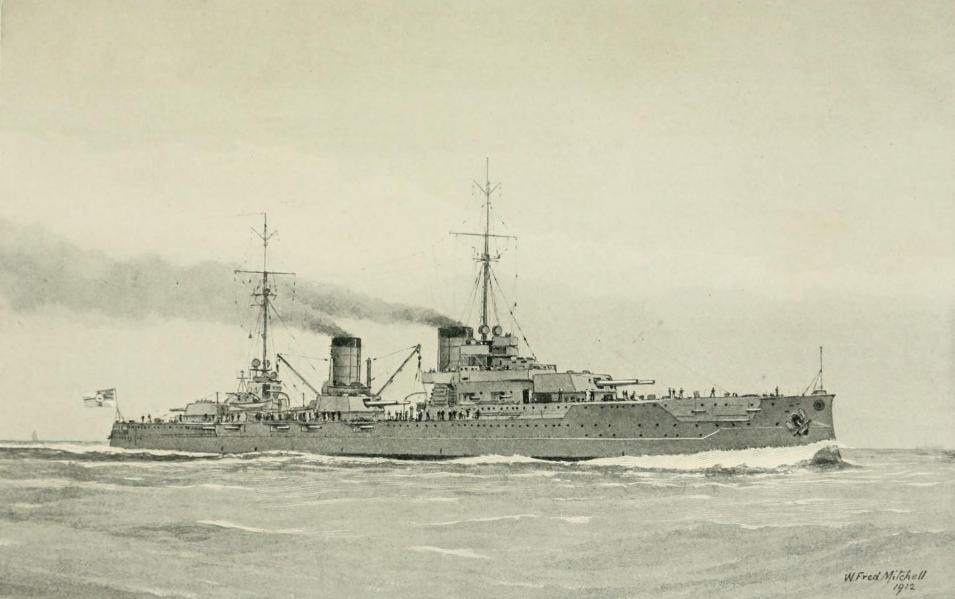
Tranh vẽ mô tả Von der Tann trên đường đi

Von der Tann cũng tham gia cuộc bắn phá Scarborough, Hartlepool và Whitby vào ngày 15–16 tháng 12. Hoạt động này là một nỗ lực khác nhằm lôi kéo một phần Hạm đội Grand để tiêu diệt chúng, với toàn bộ Hạm đội Biển khơi phía sau sẵn sàng hỗ trợ. Bản thân Von der Tann đã khiến phải trì hoãn cuộc bắn phá trong nhiều ngày, vì Ingenohl không sẵn lòng tung Đội Tuần tiễu 1 ra mà không đầy đủ sức mạnh có được, còn Von der Tann đang được bảo trì thường lệ trong ụ tàu vào đầu tháng 12. Đội Tuần tiễu 1, cùng với Đội Tuần tiễu 2 bao gồm bốn tàu tuần dương hạng nhẹ Kolberg, Strassburg, Stralsund và Graudenz cùng hai chi hạm đội tàu phóng lôi, rời Jade Estuary lúc 03 giờ 20 phút. Các con tàu của Hipper di chuyển lên phía Bắc, đi qua các luồng mở giữa các bãi mìn, vượt qua Heligoland đi đến hải đăng Horns Reef, nơi các con tàu chuyển hướng sang phía Tây hướng đến bờ biển Anh Quốc. Các hải đội chiến trận của Hạm đội Biển khơi khởi hành lúc chiều tối ngày 15 tháng 12. Trong đêm đó, thành phần chủ lực của Hạm đội Biển khơi đụng độ với các tàu khu trục Anh; lo sợ một cuộc tấn công bằng ngư lôi ban đêm, Đô đốc Ingenohl ra lệnh cho các con tàu dưới quyền rút lui.

Sự bố trí của Hạm đội Biển khơi vào sáng ngày 16 tháng 12

Khi đến gần bờ biển Anh, các tàu chiến-tuần dương của Hipper tách làm hai nhóm. Seydlitz, Moltke và Blücher vòng lên phía Bắc bắn phá Hartlepool, trong khi Von der Tann và Derfflinger đi về phía Nam để bắn phá Scarborough và Whitby. Hai chiếc này đã phá hủy các trạm tuần duyên tại cả hai thị trấn cùng trạm liên lạc tại Whitby. Đến 09 giờ 45 phút ngày 16 tháng 12, hai nhóm hội quân trở lại và rút lui về phía Đông. Hipper đã không biết được việc rút lui của Ingenohl, nên sau khi hoàn thành việc bắn phá các mục tiêu theo kế hoạch, quay trở lại điểm hẹn với hạm đội Đức. Vào lúc này các tàu chiến-tuần dương Anh dưới quyền Phó đô đốc David Beatty ở vào vị trí ngăn chặn đường rút lui mà Hipper chọn, trong khi các đơn vị khác đang trên đường khép chặt vòng vây. Lúc 12 giờ 25 phút, các tàu tuần dương hạng nhẹ của Đội Tuần tiễu 2 bắt đầu vượt qua lực lượng Anh để tìm kiếm Hipper. Một trong các tàu tuần dương của Hải đội Tuần dương nhẹ 2 của Anh phát hiện Stralsund và đã thông báo cho Beatty. Đến 12 giờ 30 phút, Beatty cho quay mũi các tàu chiến-tuần dương dưới quyền về phía các con tàu Đức; ông dự đoán rằng những tàu tuần dương này là lực lượng mở đường cho các con tàu của Hipper, nhưng thực ra chúng đang ở khoảng 50 km (31 dặm) về phía trước. Hải đội Tuần dương nhẹ 2, vốn là lực lượng hộ tống cho các tàu của Beatty, được cho tách ra để săn đuổi các tàu tuần dương Đức. Tuy nhiên, một tín hiệu truyền đi từ các tàu chiến-tuần dương Anh được diễn dịch sai đã khiến chúng quay trở lại vị trí hộ tống. Sự lẫn lộn này cho phép các tàu tuần dương hạng nhẹ Đức thoát được và báo động cho Hipper vị trí của các tàu chiến-tuần dương Anh. Lực lượng tàu chiến-tuần dương Đức rẽ lên phía Đông Bắc của lực lượng Anh và thoát được.
Von der Tann đang được tái trang bị vào lúc diễn ra trận Dogger Bank, và vì vậy nó bị lỡ mất trận này. Nó được thay thế bởi chiếc tàu tuần dương bọc thép Blücher, vốn bị đánh chìm trong trận chiến; một nhóm thủy thủ của Von der Tann đã được gửi sang Blücher và đã chìm theo con tàu. Trong năm 1915, con tàu tham gia các chiến dịch tại Bắc Hải và biển Baltic. Vào ngày 10 tháng 8 năm 1915, Von der Tann đã bắn phá đảo pháo đài Utö về phía Đông biển Baltic, trong đó nó đã đấu pháo tay đôi với tàu tuần dương bọc thép Nga Admiral Makarov. Von der Tann cũng đụng độ với tàu tuần dương bọc thép Nga Bayan và năm tàu khu trục, trong đó Von der Tann bị đánh trúng một quả đạn pháo vào ống khói, nhưng không bị thương vong. Vào ngày 3–4 tháng 2 năm 1916, Von der Tann tham gia cuộc xuất quân của hạm đội chào đón chiếc tàu cướp tàu buôn Möwe quay trở về nhà. Chiếc tàu chiến-tuần dương cũng có mặt trong các cuộc tiến quân hạm đội vào các ngày 5–7 tháng 3 năm 17 tháng 4,21–22 tháng 4 và 5 tháng 5.
Von der Tann cũng tham gia cuộc bắn phá Yarmouth và Lowestoft vào ngày 24–25 tháng 4. Hipper đang nghỉ phép do ốm, nên các tàu chiến Đức đặt dưới quyền chỉ huy của Chuẩn đô đốc Friedrich Bödicker. Các tàu chiến-tuần dương Derfflinger, Lützow, Moltke, Seydlitz và Von der Tann rời Jade Estuary lúc 10 giờ 55 phút 24 tháng 4, được bảo vệ bởi một lực lượng hộ tống gồm 6 tàu tuần dương hạng nhẹ và hai chi hạm đội tàu phóng lôi. Các đơn vị hạng nặng của Hạm đội Biển khơi lên đường lúc 13 giờ 40 phút, với mục đích hỗ trợ từ xa cho các con tàu của Bödicker. Bộ Hải quân Anh đã biết được việc xuất quân của Đức nhờ thu thập tình báo vô tuyến, nên đã cho bố trí Hạm đội Grand lúc 15 giờ 50 phút.
Đến 14 giờ 00, các con tàu của Bödicker đến một địa điểm ngoài khơi Norderney, nơi ông quay mũi các con tàu về phía Bắc nhằm tránh các trinh sát viên Hà Lan trên đảo Terschelling. Lúc 15 giờ 38 phút, Seydlitz trúng phải một quả mìn, làm thủng một lỗ trên lườn tàu kéo dài 15 m (49 ft) ngay phía sau ống phóng ngư lôi bên mạn phải, và khiến khoảng 1.400 t (1.400 tấn Anh; 1.500 tấn Mỹ) nước tràn vào trong con tàu. Seydlitz phải quay trở lại, cùng với các tàu tuần dương hạng nhẹ theo hộ tống, ở tốc độ 15 kn (28 km/h). Bốn chiếc tàu chiến-tuần dương kia lập tức chuyển về phía Nam hướng đến Norderney nhằm tránh các quả mìn khác. Đến 16 giờ 00, Seydlitz thoát khỏi nguy hiểm trước mắt, nên nó dừng lại để Bödicker rời tàu, và chiếc tàu phóng lôi V28 đưa vị đô đốc trở lại chiếc Lützow.
Lúc 04 giờ 50 phút ngày 25 tháng 4, các tàu chiến-tuần dương Đức tiếp cận Lowestoft khi các tàu tuần dương hạng nhẹ Rostock và Elbing đang hộ tống phía bên sườn Nam trông thấy các tàu tuần dương hạng nhẹ và tàu khu trục thuộc lực lượng Harwich dưới quyền Đô đốc Reginald Tyrwhitt. Bödicker, không bị thu hút bởi các con tàu Anh, tiếp tục ra lệnh xoay khẩu pháo của các con tàu dưới quyền nhắm vào Lowestoft. Hai khẩu đội pháo 6 inch (15 cm) bờ biển bị phá hủy cùng một số thiệt hại cho chính thị trấn. Đại tá Hải quân Hans Zenker, sĩ quan chỉ huy của Von der Tann, sau này viết rằng:

Sương mù trên biển cùng khói của các con tàu phía trước khiến khó nhận ra mục tiêu khi chúng tôi hướng đến Lowestoft. Nhưng sau khi chúng tôi quay mũi [lên phía Bắc], Empire Hotel hiện ra như một điểm mốc rõ ràng cho việc bắn phá. Lúc 05 giờ 11 phút, chúng tôi khai hỏa với các cỡ pháo hạng nặng và hạng trung vào các cơ sở cảng và cầu quay. Sau vài phát bắn trượt, kết quả rất khả quan. Từ cầu tàu phía sau có báo cáo về một đám cháy trong thị trấn, và từ một đài quan sát khác, một vụ nổ dữ dội ở lối ra vào cảng được ghi nhận.

Lúc 05 giờ 20 phút, các tàu bắn phá Đức quay mũi về phía Bắc hướng về Yarmouth, đến nơi lúc 05 giờ 42 phút. Tầm nhìn kém đến mức mỗi chiếc tàu Đức chỉ có thể bắn một loạt đạn pháo, ngoại trừ Derfflinger đã bắn 14 phát đạn từ dàn pháo chính. Chúng quay đầu trở lại hướng Nam, và đến 05 giờ 47 phút lại bắt gặp Lực lượng Harwich lần thứ hai, vốn đã bị đối đầu bởi sáu chiếc tàu tuần dương hạng nhẹ theo hộ tống. Các con tàu của Bödicker nổ súng ở khoảng cách 12.000 m (13.000 yd). Tyrwhitt lập tức quay mũi các con tàu của mình và thoát về phía Nam, nhưng chỉ sau khi chiếc tàu tuần dương Conquest chịu đựng hư hại nặng. Do các báo cáo về tàu ngầm Anh và các cuộc tấn công bằng ngư lôi, Bödicker bỏ dỡ việc truy đuổi quay mũi về phía Đông hướng đến Hạm đội Biển khơi. Vào lúc này, Scheer được cảnh báo về việc Hạm đội Grand đã khởi hành từ Scapa Flow nên cũng quay trở lại vùng biển Đức.

### Trận Jutland

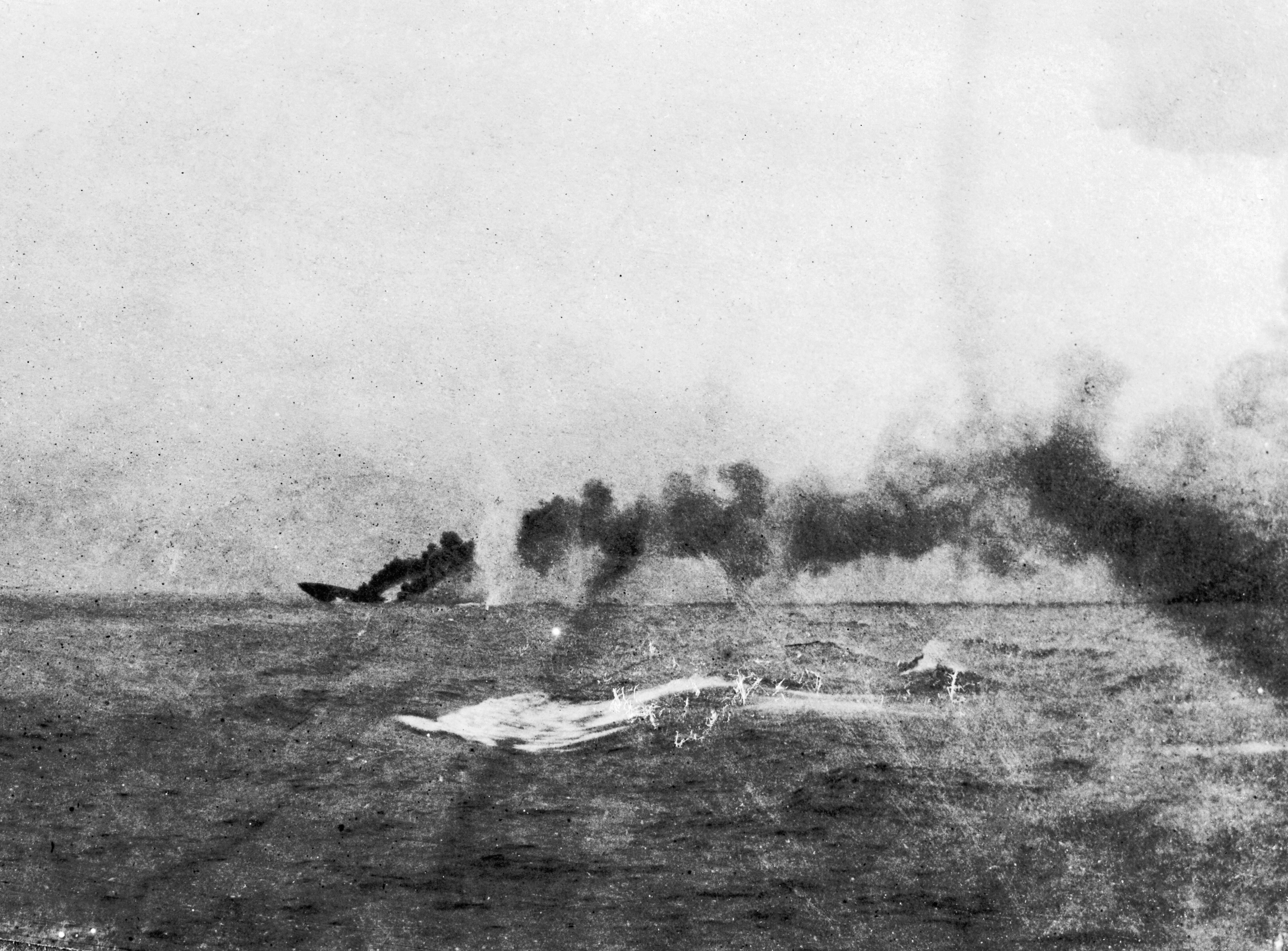
HMS Indefatigable đang đắm sau khi trúng đạn pháo từ Von der Tann

Von der Tann đã tham gia trận Jutland trong thành phần Đội Tuần tiễu 1 của Đô đốc Hipper. Von der Tann là chiếc sau cùng trong hàng chiến trận bao gồm năm tàu chiến-tuần dương của Hipper. Không lâu trước 16 giờ 00 giờ Trung Âu ngày 31 tháng 5 năm 1916, lực lượng của Hipper đã đụng độ với Hải đội Tàu chiến-Tuần dương của Đô đốc Beatty; các con tàu Đức nổ súng đầu tiên ở cự ly khoảng 14.000 m (15.000 yd). Lúc 16 giờ 49 phút, Von der Tann khai hỏa phát đạn pháo đầu tiên nhắm vào tàu chiến-tuần dương Indefatigable. Trong vòng mười bốn phút nổ súng, Von der Tann đã bắn trúng Indefatigable năm lần trong tổng số 52 quả đạn pháo hạng nặng được bắn ra, trong đó một phát bắn trúng đã khiến Indefatigable nổ tung và đắm. Một trinh sát viên trên chiếc tàu chiến-tuần dương New Zealand, vốn đang di chuyển ngay phía trước Indefatigable, sau này kể lại ông thấy: "Indefatigable bị bắn trúng hai quả đạn pháo từ Von der Tann, một quả trúng vào tháp pháo phía trước; cả hai phát đạn dường như đã nổ khi va chạm. Sau khoảng 30 giây, con tàu nổ tung. Các khối lửa bùng lên được tiếp nối bởi khói đen dày đặc che khuất hoàn toàn việc quan sát số phận con tàu."
Sau khi Indefatigable bị phá hủy, Beatty quay mũi lực lượng dưới quyền, trong khi Hải đội Chiến trận 5 tiến đến gần các tàu chiến-tuần dương Đức và khai hỏa ở cự ly khoảng 17.000 m (19.000 yd). Von der Tann và Moltke, hai chiếc sau cùng trong hải đội của Hipper, phải chịu đựng hỏa lực của ba chiếc thiết giáp hạm Anh dẫn đầu Hải đội Chiến trận 5 là Barham, Valiant và Malaya. Các tàu chiến-tuần dương Đức bắt đầu chạy zig-zag để lẩn tránh hỏa lực từ các con tàu Anh. Lúc 17 giờ 09 phút, sáu phút sau khi Indefatigable bị đánh chìm, Von der Tann trúng một quả đạn pháo 15 in (380 mm) của Barham bên dưới mực nước và làm bật ra một đoạn đai giáp, khiến nó bị tràn khoảng 600 tấn nước. Phát bắn trúng cũng tạm thời làm hỏng bánh lái của con tàu, và kết hợp với việc chạy zig-zag của Von der Tann đã khiến nó rời ra khỏi hàng sang mạn trái. Lịch sử chính thức của Hải quân Đức nhận xét: "Việc hỏng bánh lái hoàn toàn, một tai họa tồi tệ nhất, đã được tránh khỏi, nếu không Von der Tann sẽ bị rơi vào tay những chiếc thiết giáp hạm [đối phương] đang đến gần như trong trường hợp của chiếc Blücher trong trận Dogger Bank."

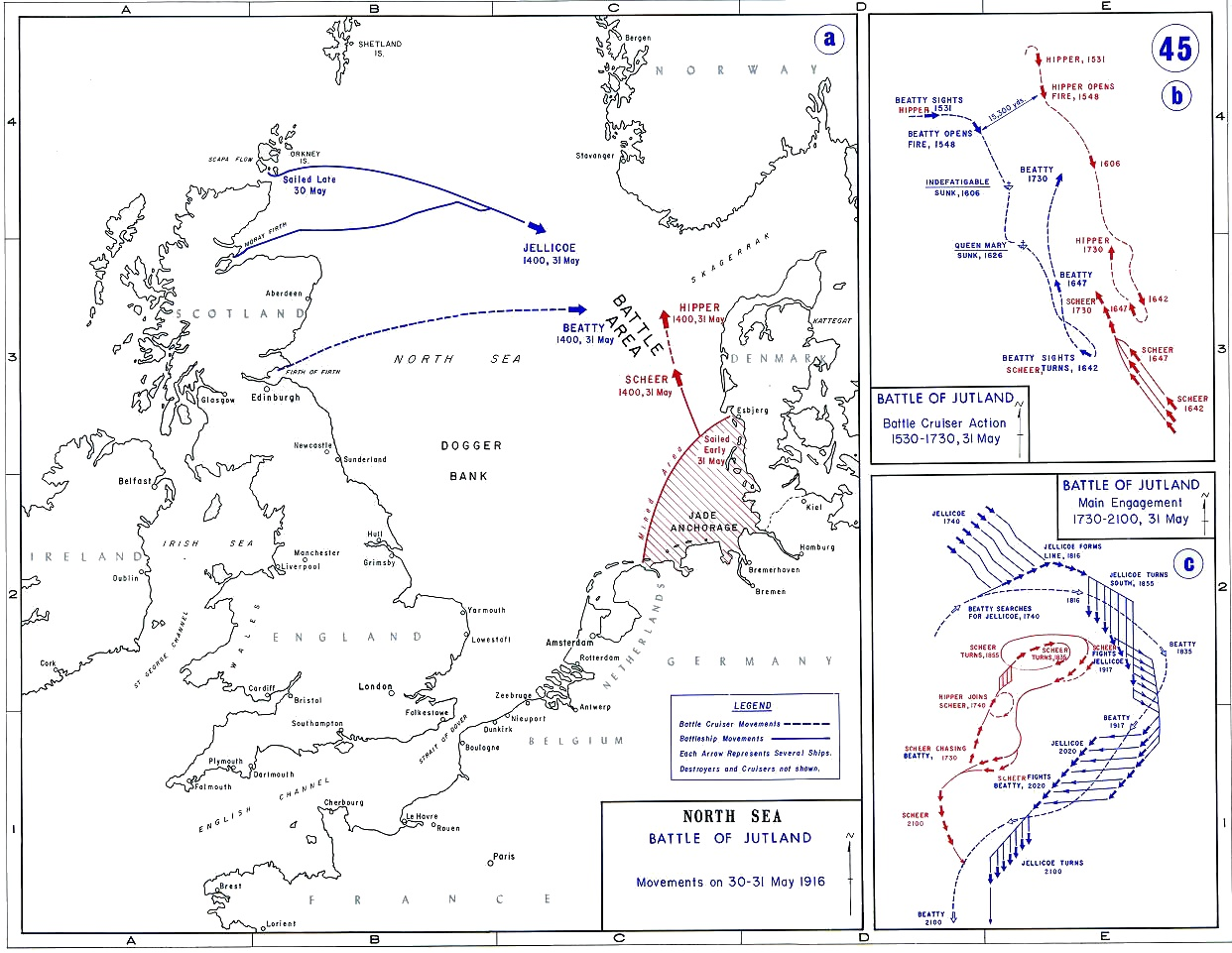
Bản đồ trình bày sự cơ động của hạm đội Anh (xanh) và Đức (đỏ) trong ngày 31 tháng 5–1 tháng 6 năm 1916.

Lúc 17 giờ 20 phút, một quả đạn pháo 13,5 in (340 mm) từ chiếc tàu chiến-tuần dương Tiger đã đánh trúng bệ của tháp pháo A của Von der Tann. Một đoạn vỏ giáp bị bật ra bên trong tháp pháo kẹt vào bên trong cơ cấu xoay của tháp pháo, khiến nó bị kẹt ở góc 120°; loại bỏ khỏi vòng chiến tháp pháo "A" trong suốt trận chiến. Đến 17 giờ 23 phút, con tàu lại bị đánh trúng một quả đạn pháo 13,5 inch từ Tiger, đánh trúng gần tháp pháo "C" và làm thiệt mạng 6 người. Quả đạn pháo làm thủng sàn tàu và gây hư hại đến mức tháp pháo không thể xoay, đồng thời phòng động cơ bên mạn phải bị hư hại. Tháp pháo "C" bị loại khỏi vòng chiến cho đến khi mảnh hư hại được cắt rời khỏi lườn tàu. Đám cháy phát sinh do các mục tiêu thực hành chứa bên dưới tháp pháo đã khiến con tàu bị che khuất. Một phần lưới chống ngư lôi bị bung ra và kéo theo phía sau con tàu; tuy nhiên chúng được cắt rời trước khi bị mắc vào chân vịt. New Zealand, vốn đối đầu với Von der Tann sau khi Indefatigable bị phá hủy, mất dấu mục tiêu nên phải chuyển sang Moltke. Lúc 17 giờ 18 phút, khoảng cách giữa Von der Tann và Barham bị rút ngắn còn 16.000 m (17.000 yd), khi Von der Tann nổ súng nhắm vào chiếc thiết giáp hạm Anh. Không lâu sau đó, Lúc 17 giờ 23 phút, Von der Tann ghi được một phát bắn trúng vào Barham, gây hư hại nghiêm trọng. Tuy nhiên, chỉ sau 24 phát đạn pháo, Von der Tann phải chuyển sang mục tiêu trước đó, chiếc New Zealand, do các tháp pháo trước mũi và sau đuôi bị loại khỏi vòng chiến, còn các tháp pháo giữa tàu không thể nhắm vào Barham.
Đến 18 giờ 15 phút, tháp pháo cuối cùng còn lại bị kẹt, khiến Von der Tann không còn khẩu pháo chính nào hoạt động. Dù vậy, nó vẫn tiếp tục ở lại trong hàng chiến trận để thu hút các pháo thủ Anh. Do không thể tiếp tục bắn từ dàn pháo chính, Von der Tann có thể cơ động một cách thất thường để tránh hỏa lực của Anh. Đến 18 giờ 53 phút, con tàu bị giảm tốc độ từ 26 kn (48 km/h) xuống còn 23 kn (43 km/h). Sau một giờ rưỡi gặp trục trặc cơ khí, tháp pháo 'D' được sửa chữa và lại có thể hoạt động. Von der Tann chịu đựng phát bắn trúng thứ tư, cũng là phát bắn trúng cuối cùng lúc 20 giờ 19 phút; khi một quả đạn pháo 15 inch từ chiếc Revenge đánh trúng tháp chỉ huy phía sau. Mảnh đạn pháo xuyên thủng tháp chỉ huy, làm thiệt mạng sĩ quan tác xạ thứ ba và cả hai trắc thủ, làm bị thượng mọi người còn lại trong tháp chỉ huy. Mảnh đạn pháo cùng các mảnh vỡ khác cũng xâm nhập ống thông gió vào bộ ngưng tụ, làm hỏng toàn bộ hệ thống chiếu sảng con tàu. Mười một phút sau đó, lúc 20 giờ 30 phút, tháp pháo 'B' hoạt động trở lại, và đến 21 giờ 00, tháp pháo 'C' cũng được phục hồi. Tuy nhiên, cả hai tháp pháo giữa tàu đầu bị mắc phải các trục trặc về cơ khí, nên bị loại khỏi chiến đấu sau đó trong trận đánh.
Lúc khoảng 22 giờ 15 phút, Hipper, giờ đây đặt cờ hiệu của mình trên chiếc Moltke, ra lệnh cho các tàu chiến-tuần dương của mình tăng tốc độ lên 20 kn (37 km/h) để đi vào phía sau hàng chiến trận Đức. Cả hai chiếc Derfflinger và Von der Tann, lần lượt do những hư hại trong chiến đấu, và do ảnh hưởng của than kém chất lượng trong việc đốt nồi hơi, đã không thể di chuyển với tốc độ nhanh hơn 18 kn (33 km/h). Cả hai đã chiếm lấy các vị trí phía sau Hải đội Chiến trận 2, rồi sau đó có sự tham gia của các thiết giáp hạm tiền-dreadnought cũ Schlesien và Schleswig-Holstein lúc 00 giờ 05 phút ngày 1 tháng 6. Đến 03 giờ 37 phút, tàu khu trục Anh Moresby bắn một quả ngư lôi vào cuối hàng chiến trận Đức; quả ngư lôi băng qua sát mũi chiếcVon der Tann, buộc con tàu phải bẻ lái gắt sang mạn phải để né tránh. Vào gần cuối trận đánh, lúc 03 giờ 55 phút, Hipper chuyển một báo cáo cho Đô đốc Scheer, thông báo cho cấp trên những hư hại lớn lao mà các con tàu dưới quyền phải chịu đựng. Vào lúc đó, Derfflinger và Von der Tann mỗi chiếc chỉ có hai khẩu pháo còn hoạt động, Moltke bị tràn khoảng 1.000 tấn nước, và Seydlitz bị hư hại nặng. Hipper báo cáo: "Đội Tuần tiễu 1 không còn khả năng chiến đấu một cách hiệu quả, và đang quay về cảng theo chỉ thị của Tổng tư lệnh, trong khi ông đang chờ đợi kết quả tác chiến ngoài khơi Horns Reef của Hạm đội Chiến trận."
Trong quá trình trận đánh, hai trong số các tháp pháo chính của Von der Tann bị hỏa lực pháo của Anh đánh hỏng, trong khi hai tháp pháo kia gặp trục trặc cơ khí. Con tàu đã bắn với tốc độ nhanh đến mức nhiều khẩu trên các tháp pháo giữa tàu quá nóng làm kẹt cơ cấu trượt chống giật, và không thể hoạt động trở lại. Von der Tann đã không có dàn pháo chính trong vòng 11 giờ, mặc dù ba tháp pháo đã phục hồi được hoạt động trước khi trận chiến kết thúc. Tháp pháo 'D' chỉ hoạt động trở lại sau khi mảnh kim loại uốn công được cắt rời bằng mỏ hàn oxy-acetylene khỏi lườn tàu; sau đó các khẩu pháo của nó chỉ có thể vận hành bằng tay. Thương vong của Von der Tann trong trận chiến bao gồm 11 người thiệt mạng và 35 người khác bị thương. Trong trận đánh nó đã bắn 170 quả đạn pháo hạng nặng và 98 quả đạn pháo hạng hai.

### Các hoạt động sau cùng
Sau trận Jutland, Von der Tann trãi qua đợt sửa chữa từ ngày 2 tháng 6 đến ngày 29 tháng 7. Khi quay trở lại hạm đội, nó tham gia nhiều đợt xuất quân bắn phá không thành công vào Bắc Hải trong năm 1916, bao gồm các cuộc xuất quân trong các ngày 18–19 tháng 8, 25–26 tháng 9 năm 18–19 tháng 10 và 23–24 tháng 10, cũng như cuộc tiến quân trong các ngày 23–24 tháng 3 năm 1917.
Trong đợt tiến quân hạm đội dự định tiến hành vào ngày 18-19 tháng 8, Von der Tann và Moltke là hai tàu chiến-tuần dương duy nhất còn khả năng chiến đấu; vì thế ba thiết giáp hạm dreadnought là Markgraf, Großer Kurfürst và Bayern được tăng cường cho Đội Tuần tiễu 1. Đơn vị này có nhiệm vụ bắn phá thị trấn ven biển Sunderland của Anh trong một nỗ lực lôi kéo và tiêu diệt các tàu chiến-tuần dương của Đô đốc Beatty. Đô đốc Scheer cùng với phần còn lại của Hạm đội Biển khơi, bao gồm 15 thiết giáp hạm dreadnought của riêng mình, sẽ theo sau hỗ trợ. Phía Anh đã biết được kế hoạch của Đức và đã cho toàn bộ Hạm đội Grand xuất trận để đối đầu. Đến 14 giờ 35 phút, Scheer được cảnh báo về sự xuất hiện của Hạm đội Grand, và vì không muốn đối đầu với toàn bộ Hạm đội Grand chỉ mười một tuần sau khi trận Jutland kết thúc, nên đã quay mũi lực lượng của mình rút lui trở về các cảng Đức.
Von der Tann đã phục vụ như là soái hạm của Chuẩn đô đốc Ludwig von Reuter trong cuộc xuất quân của hạm đội đến Na Uy vào ngày 23–25 tháng 4 năm 1918, cũng như trong đợt tiến quân vào ngày 8–9 tháng 7.

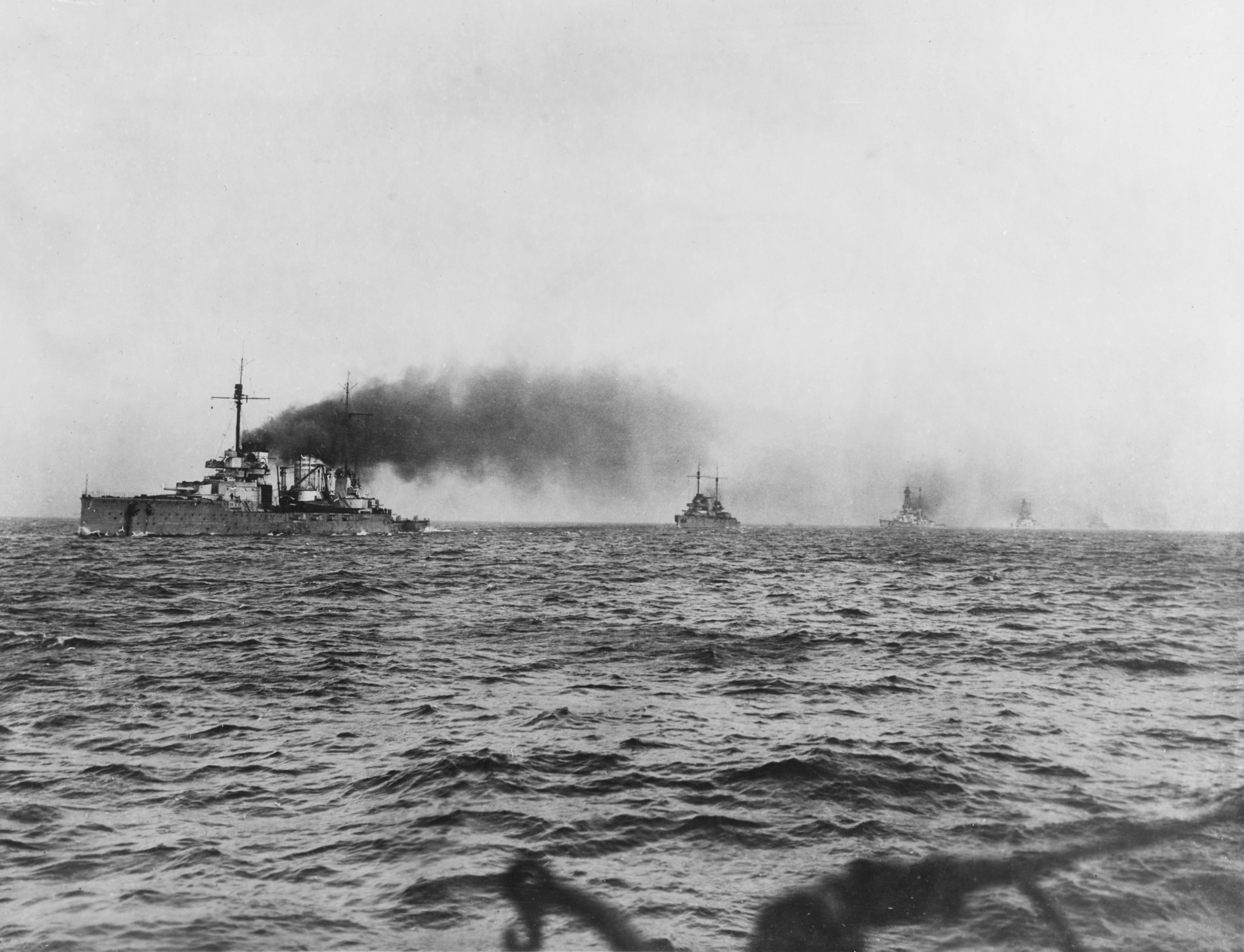
Các tàu chiến-tuần dương Đức đang di chuyển đến Scapa Flow. Von der Tann là chiếc thứ năm trong hàng, sau Seydlitz, Moltke, Hindenburg, và Derfflinger.

Von der Tann được dự định để tham gia hoạt động cuối cùng của hạm đội vào cuối tháng 10 năm 1918, nhiều ngày trước khi Hiệp định Đình chiến với Đức có hiệu lực. Phần lớn Hạm đội Biển khơi sẽ xuất phát từ căn cứ của chúng ở Wilhelmshaven để đối đầu với Hạm đội Grand của Anh; Reinhard Scheer, lúc này là Đại Đô đốc (Großadmiral) của Hạm đội, dự định gây tổn thất cho Hải quân Anh càng nhiều càng tốt nhằm duy trì một vị thế mặc cả tốt cho việc thương lượng hòa bình của Đức bất chấp tổn thất có thể phải chịu đựng. Tuy nhiên, nhiều người trong số những thủy thủ đã mệt mỏi vì chiến tranh cảm thấy chiến dịch này sẽ ngăn trở tiến trình hòa bình và kéo dài thời hạn chiến tranh. Trong khi Hạm đội Biển khơi được tập trung tại Wilhelmshaven, thủy thủ bắt đầu đào ngũ hàng loạt. Khi Derfflinger và Von der Tann băng qua các âu tàu phân cách cảng phía trong và vũng biển, khoảng 300 người của cả hai con tàu đã leo qua mạn tàu rồi biến mất trên bờ. Sáng ngày 29 tháng 10 năm 1918, mệnh lệnh được đưa ra để chuẩn bị khởi hành từ Wilhelmshaven vào ngày hôm sau. Bắt đầu từ đêm 29 tháng 10, thủy thủ trên chiếc Thüringen, và sau đó trên nhiều tàu chiến khác, đã làm binh biến. Sự bất ổn cuối cùng đã buộc Hipper và Scheer phải hủy bỏ chiến dịch. Được thông báo về tình hình, Kaiser phát biểu "Tôi không còn có một lực lượng Hải quân nữa".

### Số phận

Bản đồ vị trí các con tàu bị đánh đắm tại Scapa Flow. Von der Tann được đánh dấu với số 22

Sau khi Đức đầu hàng vào tháng 11 năm 1918, hầu hết tàu chiến của Hạm đội Biển khơi, kể cả Von der Tann, bị lưu giữ tại căn cứ hải quân Anh tại Scapa Flow, dưới quyền chỉ huy của Chuẩn Đô đốc Ludwig von Reuter. Trước khi Hạm đội Đức khởi hành, Đô đốc Adolf von Trotha khẳng định lại với von Reuter chỉ thị không được để cho phe Đồng Minh chiếm các con tàu trong bất kỳ tình huống nào. Hạm đội đã gặp gỡ tàu tuần dương hạng nhẹ Anh Cardiff, vốn đã dẫn đầu các con tàu Đức đi đến điểm gặp gỡ hạm đội Đồng Minh, một lực lượng khổng lồ bao gồm 370 tàu chiến của Anh, Mỹ và Pháp, vốn sẽ hộ tống hạm đội Đức đến Scapa Flow. Khi bị lưu giữ trong suốt thời gian diễn ra các cuộc đàm phán hòa bình, mà sau này cuối cùng sẽ dẫn đến Hiệp ước Versailles, các khẩu pháo của nó bị bất hoạt bằng cách tháo bỏ khóa nòng, và con tàu được bảo trì bởi một thủy thủ đoàn tối thiểu gồm 200 sĩ quan và thủy thủ. Von der Tann được đặt dưới quyền chỉ huy của Đại tá Hải quân Wollante; tuy nhiên, một ủy ban thủy thủ được hình thành bên trên con tàu, ủy ban này chiếm quyền kiểm soát con tàu một cách toàn diện, độc tài trong suốt thời gian bị chiếm giữ.

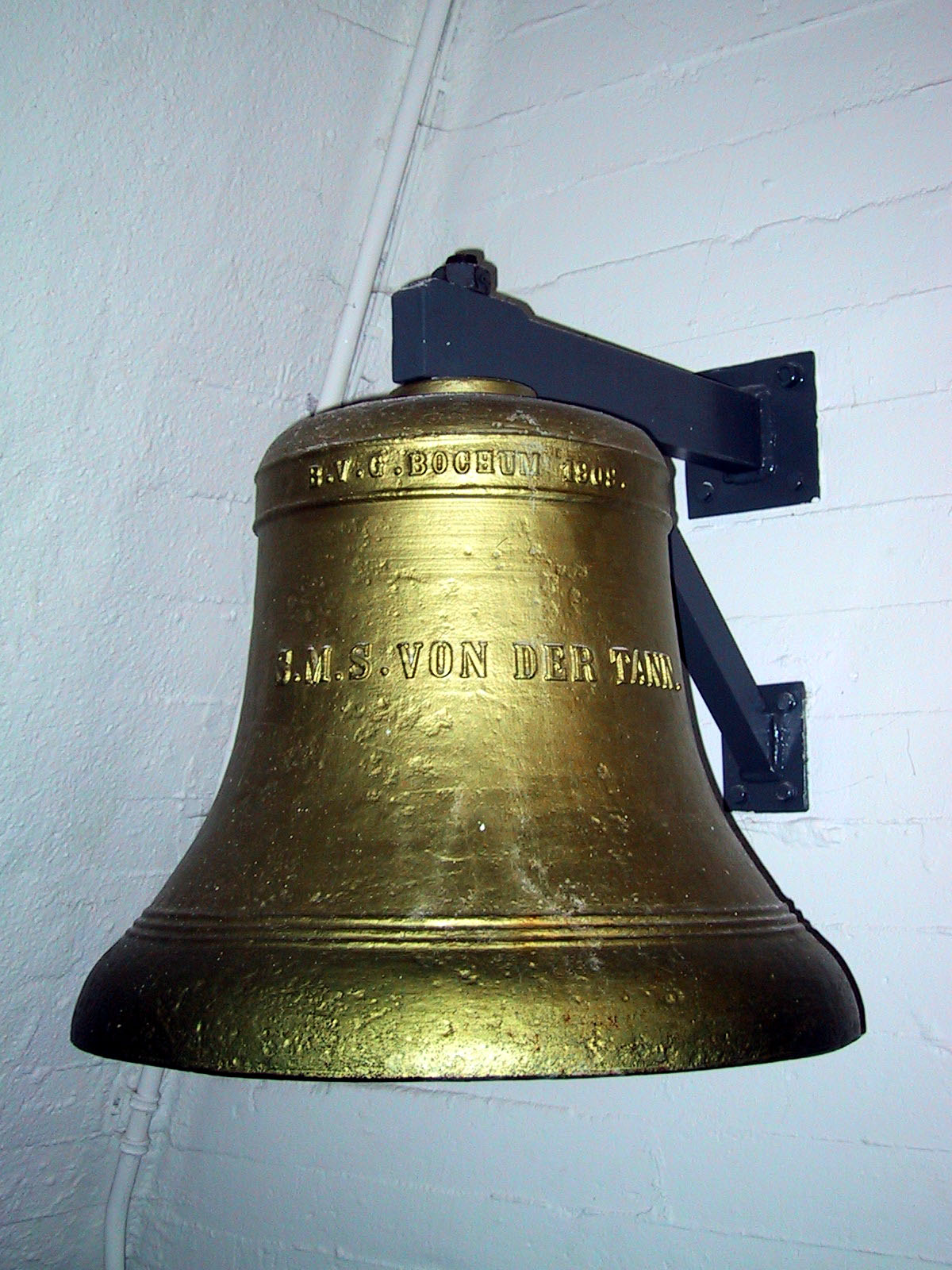
Chiếc chuông của Von der Tann trưng bày tại Đài tưởng niệm Hải quân Laboe

Một bản in của báo The Times cung cấp thông tin cho von Reuter rằng Thỏa thuận Ngừng bắn sẽ hết hiệu lực vào giữa trưa ngày 21 tháng 6 năm 1919, thời hạn cuối cùng mà Đức phải ký vào Hiệp định hòa bình. Đô đốc Von Reuter đưa đến kết luận người Anh sẽ tìm cách chiếm hữu các con tàu Đức sau khi Thỏa thuận Ngừng bắn hết hiệu lực. Không biết rằng thời hạn của thỏa thuận đã được triển hạn đến ngày 23 tháng 6, ông quyết định đánh đắm các con tàu của mình vào cơ hội thuận tiện đầu tiên có được. Sáng ngày 21 tháng 6, Hạm đội Anh rời Scapa Flow tiến hành thực tập huấn luyện; và đến 11 giờ 20 phút Reuter truyền mệnh lệnh này đến các con tàu của mình. Con tàu bị đắm sau hai giờ mười lăm phút. Nhiệm vụ cho nổi trở lại chiếc tàu chiến-tuần dương được giao cho công ty trục vớt của Ernest Cox. Trong công việc chuẩn bị, ba công nhân đã suýt thiệt mạng khi các mỏ hàn cắt bằng oxy-acetylene gây ra một vụ nổ lớn. Sức ép đã xé tung những lỗ hổng trong con tàu còn đang chìm, khiến nước tràn vào khoang vốn đã được đẩy nước ra bằng hơi ép. Vào lúc các công nhân được giải cứu, ngăn đã hầu như ngập nước hoàn toàn cho đến tận cổ họ. Dù sao, cuối cùng con tàu cũng được nổi trở lại thành công vào ngày 7 tháng 12 năm 1930, và được tháo dỡ tại Rosyth trong khoảng thời gian từ năm 1931 đến năm 1934.